# Serowe
Serowe ist eine Stadt im Osten Botswanas mit ungefähr 60.000 Einwohnern. Sie liegt 250 Kilometer nördlich der Hauptstadt Gaborone.

## Geschichte
Serowe ist der Hauptort der Bamangwato, einer Gruppe der Batswana, seit deren Herrscher Khama III. 1902 hierhergezogen ist. 

## Sehenswürdigkeiten
Zu den wichtigsten Sehenswürdigkeiten gehört das Khama III Memorial Museum. Es erzählt die Geschichte der Khama-Familie, der Oberhäupter der Bamangwato. Leapeetswe Khama stellte sein Haus, das „Rote Haus“, für die Museumsräumlichkeiten zur Verfügung. Es gibt auch einen wachsenden naturhistorischen Sektor mit einer großen Sammlung afrikanischer Insekten und Schlangenarten der Region. Ein Teil des Museums widmet sich dem Leben der Schriftstellerin Bessie Head, die lange in Serowe lebte und dort auch starb. Der Kirchhof der traditionellen Herrscher liegt auf einem Hügel im Zentrum der Stadt. Weitere Sehenswürdigkeiten sind das Grab von Khama III. und seiner Familie sowie die Ruinen eines Dorfes aus dem 11. Jahrhundert.
Ungefähr 20 Kilometer nordwestlich von Serowe liegt das Schongebiet Khama Rhino Sanctuary. Es ist ein sicheres Rückzugsgebiet für einige der wenigen in Botswana verbliebenen Nashörner.

## Bildung
Serowe ist Sitz der Botswana-Brigaden, einer Bewegung, die von Patrick van Rensburg gegründet wurde und seit 1965 sprachliche Bildung an die entlegensten Orte des Landes bringt. Die Swaneng Hill School gehört zu den ersten Gründungen der Brigaden.

## Persönlichkeiten

### Söhne und Töchter der Stadt
- Seretse Khama (1921–1980), erster Präsident Botswanas 1966–80
- Gaositwe Kogakwa Tibe Chiepe MBE (1922–2025), Diplomatin, Politikerin und die erste Ministerin Botswanas
- Moutlakgola P. K. Nwako (1922–2002), Politiker (BDP)
- Boniface Tshosa Setlalekgosi (1927–2019), Geistlicher und römisch-katholischer Bischof von Gaborone
- Mompati Merafhe (1936–2015), Generalleutnant und Politiker (BDP)
- Festus Mogae (* 1939), Präsident Botswanas 1998–2008
- Sanji Mmasenono Monageng (* 1950), Juristin und Richterin am Internationalen Strafgerichtshof
- Obakeng Ngwigwa (* 1985), Sprinter
- Oratile Nowe (* 2000), Mittelstreckenläuferin

### Persönlichkeiten, die mit Serowe verbunden sind
- Samuel Maharero (1856–1923) führte die Herero in den Aufstand gegen die deutsche Schutztruppe von Deutsch-Südwestafrika; nach 1904 lebte er in Serowe.
- Patrick van Rensburg (1931–2017), südafrikanischer Sozialpädagoge und Gründer der Botswana Brigades
- Bessie Head (1937–1986), bekannteste Schriftstellerin Botswanas